# George Thomas Staunton

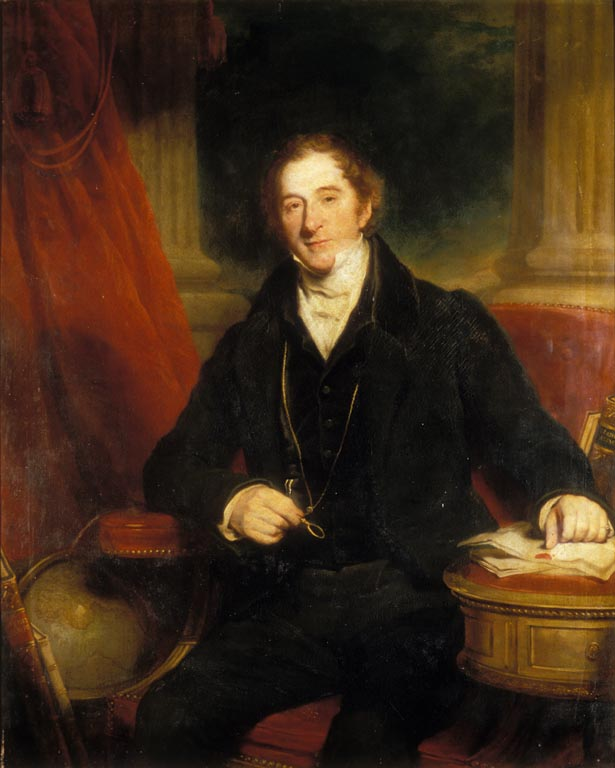
Sir George Thomas Staunton, 2. Bt., um 1820

Sir George Thomas Staunton, 2. Baronet (* 26. Mai 1781 in Salisbury; † 10. August 1859 in London) war ein britischer Reisender, Diplomat und Politiker.
Staunton begleitete 1792 bis 1794 seinen Vater Sir George Leonard Staunton, 1. Baronet (1737–1801) nach China, wo er sich gute chinesische Sprachkenntnisse aneignete, studierte dann in Cambridge und wurde 1799 bei der Faktorei der Britischen Ostindien-Kompanie in Kanton zunächst als Sekretär, dann als Präsident des Ausschusses der Faktorei angestellt. Beim Tod seines Vaters erbte er 1801 dessen Adelstitel als Baronet, of Cargins in the County of Galway. 1805 übersetzte er eine Veröffentlichung von George Pearson ins Chinesische und machte dabei die Impfung in China bekannt. 1810 veröffentlichte die erste Übersetzung eines chinesischen Buches ins Englische, das große Gesetzbuch der Qing-Dynastie, The Fundamental Laws of China.
Als 1816 Lord Amherst als Gesandter nach China geschickt wurde, begleitete ihn Staunton als königlicher Kommissar und leistete bei den Unterhandlungen mit der chinesischen Regierung wichtige Dienste. 1817 verließ er China und war mehrfach Abgeordneter im britischen House of Commons, so 1818 bis 1826 für den Wahlbezirk Mitchell (in Cornwall), 1830 bis 1832 für Heytesbury, 1832 bis 1835 für Hampshire Southern und 1838 bis 1852 für Portsmouth. Staunton zog sich 1852 vom politischen Leben zurück.
1823 gründete Staunton zusammen mit Henry Thomas Colebrooke die Royal Asiatic Society. Von 1829 bis 1856 war er ein Mitglied der Society of Dilettanti in London.
George Thomas Staunton starb am 10. August 1859 in London. Da er keine männlichen Nachkommen hinterließ, erlosch sein Adelstitel.

## Veröffentlichungen
- The fundamental laws of China. London 1810, Übersetzung des chinesischen Kriminalcodex' ins Englische.
- Narrative of the Chinese embassy to the Khan of the Tourgouth Tartars in the years 1712, 1713, 1714, and 1715. London (1822).
- Miscellaneous notices relating to China and the British commercial intercourse with that country. London (1822).
- Notes of Proceedings and Occurrences during the British Embassy to Peking. London (1824).